# Jerry Prempeh
Jeremiah „Jerry“ Addai Prempeh (* 29. Dezember 1988 in Kumasi) ist ein ghanaisch-französischer Fußballspieler.

## Karriere
Prempeh begann mit dem Fußballspielen in Le Mée-sur-Seine beim dortigen Klub Sports Football. 2003 schloss er sich ES Troyes AC an, wo er später im Seniorenbereich debütierte und bis 2009 fünf Spiele in der Ligue 2 bestritt. Im Sommer 2009 wechselte er zum tschechischen Erstligisten FK Mladá Boleslav. Nach nur einem Einsatz in der Synot Liga löste er im November desselben Jahres seinen Vertrag auf und kehrte nach Frankreich zu dem Amateurverein US Sénart-Moissy zurück. 2010 ging er für ein Jahr zu Royal Excelsior Virton nach Belgien. Im Sommer des folgenden Jahres ging er für eine Saison in die Schweiz zum unterklassigen FC Fribourg. 2012 wechselte er zum luxemburgischen Meister F91 Düdelingen. Mit Düdelingen gewann Prempeh fünf Meisterschaften und wurde dreimal Pokalsieger. Einen der größten Erfolge seiner Spielerkarriere feierte er mit dem Einzug Düdelingens in die Gruppenphase der UEFA Europa League 2018/19. Die Saison 2019/20 stand er zum zweiten Mal beim belgischen Zweitligisten Royal Excelsior Virton unter Vertrag und wechselte dann wieder zurück nach Luxemburg zum Erstliga-Aufsteiger Swift Hesperingen. Dort gewann er 2023 erneut die nationale Meisterschaft.

## Erfolge
- Luxemburgischer Meister: 2014, 2016, 2017, 2018, 2019, 2023
- Luxemburgischer Pokalsieger: 2016, 2017, 2019
- Luxemburgischer Ligapokalsieger: 2016, 2018